# Neocordulia carlochagasi
Neocordulia carlochagasi är en trollsländeart som beskrevs av Santos 1967. Neocordulia carlochagasi ingår i släktet Neocordulia och familjen skimmertrollsländor. Inga underarter finns listade i Catalogue of Life.